# Quercus rubra
Quercus rubra, com nome comum carvalho-americano, é uma espécie de planta com flor pertencente à família Fagaceae. 
A autoridade científica da espécie é L., tendo sido publicada em Species Plantarum 2: 996. 1753.

## Portugal
Trata-se de uma espécie introduzida em Portugal, nomeadamente em Portugal Continental.

## Protecção
Não se encontra protegida por legislação portuguesa ou da Comunidade Europeia.